# Different Light
Different Light (с англ. — «Иной свет») — второй студийный альбом американской группы The Bangles, вышедший 2 января 1986 года. Самый коммерчески успешный альбом коллектива, добравшийся до второй позиции в хит-параде Billboard 200 и ставший трижды платиновым. Кроме того, четыре сингла с Different Light побывали в топ-30 хит-парада Billboard 100, песня «Manic Monday» добралась до второго места, а «Walk Like an Egyptian» — до первого, став лучшим синглом США 1987 года.

## История
Как и предыдущая пластинка All Over the Place, Different Light был записан в голливудских студиях Crystal Sound и Soundcastle. Работу над альбомом группа начала в июле 1985 года, периодически прерываясь для выступлений на радио и телевидении. Последние записи были сделаны 14 сентября (песня «Let It Go»). Несколько песен диска не являлись оригинальными произведениями участниц The Bangles: «Manic Monday» была написана Принсом под псевдонимом «Кристофер», автором «Walk Like an Egyptian» стал Лиам Стернберг, «September Gurls» представляла собой кавер-версию хита группы Big Star 1974 года, а «If She Knew What She Wants» в оригинале открывала альбом Eternal Return её автора Джулса Шира, вышедший в 1985 году. В создании ещё трёх песен поучаствовал продюсер Different Light Дэвид Кан.
Четыре сингла с альбома оказались в Топ-30 хит-парада. «Manic Monday» стал вторым в апреле 1986 года, в декабре чарт возглавил «Walk Like an Egyptian», а «If She Knew What She Wants» добрался до 29-го места. Наконец, в следующем апреле «Walking Down Your Street» занял в хит-параде 11-е место, а по итогам 1987 года «Walk Like an Egyptian» был признан журналом Billboard лучшим синглом США 1987 года. В Великобритании отдельной пластинкой также вышла песня «Following», ставшая 55-й в местном хит-параде.
Сам же Different Light 31 января 1987 года достиг второго места в американском хит-параде альбомов. 28 апреля 1986 года диск стал золотым, 16 декабря — платиновым, 2 февраля 1987 года — мультиплатиновым (два миллиона экземпляров), а 7 октября 1994 года был преодолён рубеж в три миллиона проданных копий.

## Список композиций
| №   | Название                     | Автор(ы)                                    | Основной вокал                              | Длительность |
| --- | ---------------------------- | ------------------------------------------- | ------------------------------------------- | ------------ |
| 1.  | «Manic Monday»               | Кристофер                                   | С. Хоффс                                    | 3:06         |
| 2.  | «In a Different Light»       | С. Хоффс, В. Питерсон                       | В. Питерсон                                 | 2:52         |
| 3.  | «Walking Down Your Street»   | С. Хоффс, Луис Гутьеррес, Дэвид Кан         | С. Хоффс                                    | 3:04         |
| 4.  | «Walk Like an Egyptian»      | Лиам Стернберг                              | В. Питерсон, М. Стил, С. Хоффс              | 3:24         |
| 5.  | «Standing in the Hallway»    | С. Хоффс, Д. Кан, Д. Питерсон, В. Питерсон  | Д. Питерсон                                 | 2:56         |
| 6.  | «Return Post»                | С. Хоффс, В. Питерсон                       | В. Питерсон                                 | 4:22         |
| 7.  | «If She Knew What She Wants» | Джулс Шир                                   | С. Хоффс                                    | 3:49         |
| 8.  | «Let It Go»                  | С. Хоффс, В. Питерсон, Д. Питерсон, М. Стил | С. Хоффс, В. Питерсон, Д. Питерсон, М. Стил | 2:32         |
| 9.  | «September Gurls»            | Алекс Чилтон                                | М. Стил                                     | 2:45         |
| 10. | «Angels Don’t Fall in Love»  | С. Хоффс, В. Питерсон                       | В. Питерсон                                 | 3:23         |
| 11. | «Following»                  | М. Стил                                     | М. Стил                                     | 3:21         |
| 12. | «Not Like You»               | С. Хоффс, Д. Кан, Д. Питерсон               | Д. Питерсон                                 | 3:06         |

## Участники записи
The Bangles
- Сюзанна Хоффс — вокал, бэк-вокал, ритм-гитара
- Вики Питерсон — вокал, бэк-вокал, соло-гитара
- Дебби Питерсон — вокал, бэк-вокал, барабаны, перкуссия
- Мишель Стил — вокал, бэк-вокал, бас-гитара, акустическая гитара (песня 11)

| Приглашённые музыканты В выходных данных альбома не указаны конкретные инструменты и песни, перечислены только имена: - Дэвид Кан - Расти Андерсон - Митчелл Фрум - Карлос Вега | Технический персонал - Дэвид Кан — продюсер - Дэвид Леонард — микширование - Чед Блейк, Пегги Маклеонард — звукоинженеры - Майк Клостер, Дэвид Гловер — помощники звукоинженеров |

## Позиции в хит-парадах
| Хит-парад (1986—1987)               | Высшая позиция |
| ----------------------------------- | -------------- |
| Германия (GfK Entertainment Charts) | 21             |
| Канада (RPM Top Albums/CDs)         | 19             |
| Нидерланды (Album Top 100)          | 26             |
| Новая Зеландия (Recorded Music NZ)  | 4              |
| Норвегия (VG-lista)                 | 5              |
| Швейцария (Schweizer Hitparade)     | 16             |
| Швеция (Sverigetopplistan)          | 24             |
| Великобритания (UK Albums Chart)    | 3              |
| США (Billboard 200)                 | 2              |

| Хит-парад (1986)                   | Позиция |
| ---------------------------------- | ------- |
| Канада (RPM Year-End)              | 66      |
| США (Billboard Top Popular Albums) | 27      |